# Love You To
Love You To is een van de drie composities van de hand van George Harrison die te vinden zijn op het in 1966 uitgebrachte album Revolver van de Britse popgroep The Beatles. Love You To is een van de eerste nummers van The Beatles waarop de invloed van hun interesse voor Indiase muziek hoorbaar is.

## Achtergrond
Tijdens de opnamen van de film Help! was George Harrison in aanraking gekomen met de sitar, een Indiaas snaarinstrument. Door dit instrument en de muziek van Ravi Shankar ging Harrison zich meer en meer interesseren voor de Indiase cultuur en muziek. Op Norwegian Wood (This Bird Has Flown) is deze invloed al te horen, maar Love You To was Harrisons eerste poging om een nummer in de Indiase stijl te schrijven. Harrison schreef het nummer op de sitar.

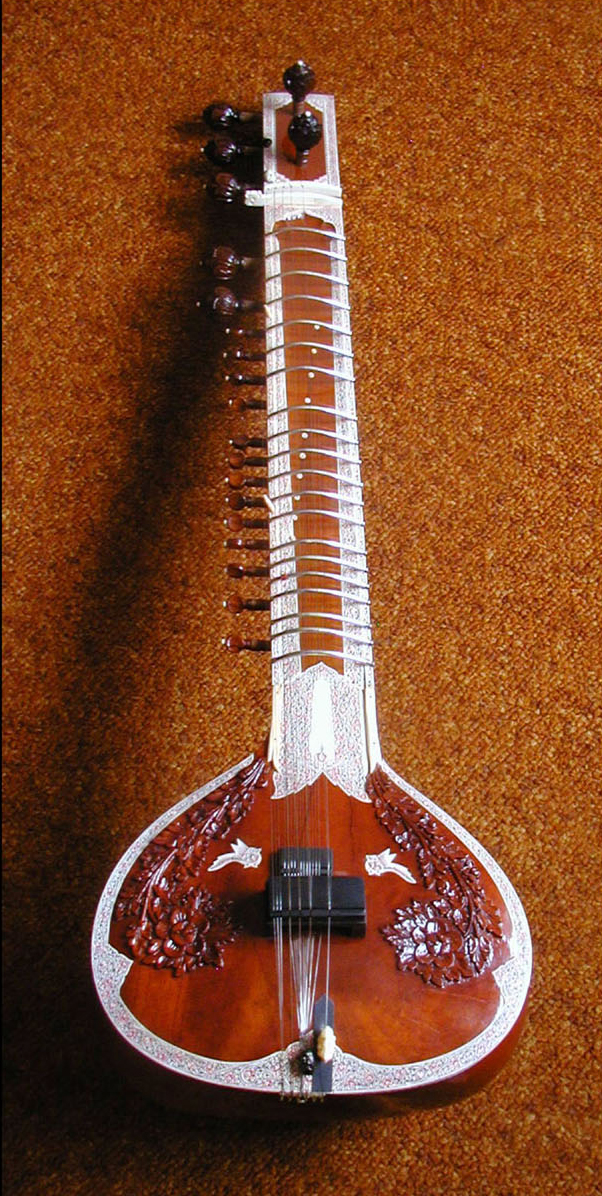
De sitar werd gebruikt op Love You To

## Opnamen
Net als voor I Want to Tell You had Harrison nog geen titel voor Love You To toen de opnamen hiervan op 11 april 1966 in de Abbey Road Studios in Londen begonnen. De voorlopige titel van het nummer was toen "Granny Smith". Die dag speelden diverse Indiase muzikanten mee, waardoor het lied een duidelijke Indiase klank kreeg. Gebruikte Oosterse instrumenten waren: tabla (slaginstrument), sitar en tambura (snaarinstrument). Op 13 april werd het nummer met enkele overdubs afgemaakt.

## Credits
- George Harrison - zang, akoestische gitaar, elektrische gitaar, sitar
- Paul McCartney - basgitaar, achtergrondzang
- Ringo Starr - tamboerijn
- Anil Bhagwat - tabla
- Overige muzikanten - sitar, tambura